# RoboCop (Fernsehserie)
RoboCop ist eine kanadische Science-Fiction-Serie, die auf der RoboCop-Kinofilmreihe basiert und von Rysher Entertainment und Skyvision Entertainment produziert wurde. Sie ist inhaltlich etwa fünf Jahre nach dem ersten RoboCop-Kinofilm angesiedelt. Der kanadische Schauspieler Richard Eden, welcher dem deutschsprachigen Publikum als Brick Wallace in California Clan bekannt ist, spielt die Hauptrolle. Die Serie, welche vor allem Kinder und Jugendliche ansprechen soll, ist nicht so gewalttätig wie der Originalfilm RoboCop und seine Fortsetzung RoboCop 2, und entspricht eher dem Stil von RoboCop 3.

## Handlung
Alex Murphy ist ein Streifenpolizist, der bei einem Einsatz brutal ermordet wurde. Für die Öffentlichkeit gilt er als verstorben, doch der Mega-Konzern Omni Consumer Products (OCP), welcher u. a. die Polizei privatisiert hat und kontrolliert, machte aus ihm die OCP Verbrechensverhütungseinheit 001 (Original: OCP Crime Prevention Unit 001), bekannt als RoboCop, einen Cyborg. Seine Erinnerungen sollten gelöscht werden, doch Murphy kann sich trotzdem sporadisch an Begebenheiten aus seinem früheren Leben erinnern. Die meisten sind schmerzliche Erinnerungen an seine Frau Nancy und seinen Sohn Jimmy. Seine Partnerin im Polizeihauptquartier Metro South ist die Polizistin Lisa Madigan, mit der er in Delta City auf Streife geht, um gegen das Verbrechen und die Brutalität auf den Straßen anzukämpfen. Weitere Partner sind Sergeant Stan Parks und das Hologramm Diana Powers, die wie Murphy offiziell tot ist, ermordet von Chip Chayken und Dr. Cray Mallardo, aber im Cyberspace von Neuro-Net als „NeuroBrain“ weiterlebt. Daneben kümmert sich der Wissenschaftler Charlie Lippencott um den künstlichen Körper Murphys, der sich auch mit dem von Sergeant Parks adoptierten Waisenmädchen „Gadget“ anfreundet. Auch der OCP-Geschäftsführer steht RoboCop häufig zur Seite. Seine Gegner sind u. a. Willam Ray „Pudface“ Morgan, der bei einem Chemieunfall im Gesicht entstellt wurde, Dr. Cray Z. Mallardo, ein psychopathischer Wissenschaftler, die OCP Führungskraft Chip Chayken, und der Russe Vlad „Stitch“ Molotov.

## Ausstrahlung
Nach nur einer Staffel wurde die vom 18. März bis 26. November 1994 im freien US-amerikanischen Fernsehen (Syndication) erstausgestrahlte Serie eingestellt. Der deutsche Privatsender RTL zeigte sie in deutscher Erstausstrahlung vom 15. Dezember 1995 bis 10. Mai 1996 im späten Freitagabendprogramm. Wiederholungen erfolgten bis 1998 bei RTL und VOX, danach wurde sie nur noch im Pay-TV ausgestrahlt. Während die Serie bei RTL stets im Abendprogramm ausgestrahlt wurde, lief sie bei VOX 1998 im Nachmittagsprogramm.

## Dies und das
- Die Drehbuchautoren Michael Miner und Edward Neumeier reichten bei der Filmgesellschaft Orion Pictures ein Drehbuch für den zweiten RoboCop-Kinofilm ein. Es blieb zwar ungenutzt, doch wurden einige Inhalte in den Pilotfilm und in die Serie eingearbeitet.
- Der Pilotfilm zur Serie erschien in Deutschland als RoboCop 4 Law and Order (übersetzt: RoboCop – Für Gesetz und Ordnung) als VHS-Videokassette. Es ist anzunehmen, dass die Ziffer vier den Eindruck erwecken soll, eine Fortsetzung der dreiteiligen Kinofilm-Reihe zu sein.
- Die Serie wurde aus Kostengründen in Kanada gedreht. Jede Folge kostete etwa 1,25 Millionen US-Dollar.
- Bei den späteren Folgen wird der Abspann, der RoboCop fahrend durch die Straßen von Delta City zeigt, musikalisch mit dem Song Future Of This Life, vorgetragen von Joe Walsh und Lita Ford, unterlegt.
- Jede Folge beginnt mit der zweizeiligen Einblendung „In naher Zukunft. Ort: Detroit, Michigan“ (im Original „Time: The Near Future. Place: Detroit, Michigan“).
- Einige Ausschnitte wurden in der Miniserie RoboCop – Prime Directives wiederverwertet. Darunter die aus dem Film stammende Szene von Murphys Tod, da die Produzenten keine direkte Lizenz für den Film hatten.
- Die „Witwe“ von Alex Murphy / RoboCop spielt in allen anderen RoboCop-Filmen und Serien eher eine untergeordnete Rolle. In den ersten drei Filmen heißt sie Ellen und wird von Angie Bolling dargestellt, in RoboCop (2014) heißt sie Clara und wird von Abbie Cornish verkörpert. Hier ist ihr Name Nancy, und ihre Darstellerin Jennifer Griffin verbrachte mehr Zeit auf dem Bildschirm in ihrer Rolle als Bolling und Cornish. Sie gerät häufiger in schwere Situationen, und ihrem Charakter wird mehr Aufmerksamkeit geschenkt als in anderen RoboCop-Produktionen, sei es durch tatsächliche Präsenz oder vielseitige Rückblenden RoboCops. Sie ist unter anderem auch mit der ehemaligen Polizei-Partnerin ihres Mannes, Lisa Madigan, sehr gut befreundet, und die beiden helfen sich stets gegenseitig.
- Auch die Eltern von Alex Murphy / RoboCop kommen im Gegensatz zu anderen Produktionen vor. Sein Vater Russell, ein ehemaliger Polizist, welcher von Martin Milner dargestellt wird, und seine Mutter Dorothy, eine ehemalige Lehrerin, dargestellt von Nonnie Griffin. Sein Vater ist der einzige Familienangehörige, welcher im Laufe der Serie in der Episode „Die Bruderschaft“ (Originaltitel: „Corporate Raiders“) erfährt, dass sein tot geglaubter Sohn Alex RoboCop ist.
- Die deutsche Synchronstimme von Richard Eden als Alex Murphy / RoboCop ist Michael Brennicke.[1] Seine Stimme ist vor allem durch die Sendung Aktenzeichen XY … ungelöst bekannt, in der er von 1989 bis zu seinem Tod 2019 Off-Sprecher in rekonstruierten Filmfällen war.
- In der Folge „Der wahre Superheld“ (Originaltitel: „RoboCop vs Commander Cash“) ist der weltweit bekannte Wrestler Roddy Piper als Commander Cash zu sehen.
- Ein Making-of zeigt, dass der Pilotfilm im Dezember 1993 in Toronto gedreht wurde.[2]
- Richard Eden verbrachte mehr Zeit in dem RoboCop Anzug als die anderen RoboCop-Darsteller Peter Weller, Robert John Burke, Page Fletcher und Joel Kinnaman.
- Der von David Gardner verkörperte OCP-Geschäftsführer basiert auf dem „Alten Mann“, welcher in den ersten beiden RoboCop-Filmen von Dan O’Herlihy dargestellt wurde. Im Gegensatz zu diesem ist Gardners Charakter jedoch stets auf der guten Seite, und er wirkt mehr naiv als machtgierig. Er sorgt sich sehr um seine Stadt Delta City und hat zu RoboCop fast ein freundschaftliches Verhältnis.
- In den ersten drei RoboCop-Filmen befindet sich die fiktive Stadt Delta City, welche aus Detroit gebaut werden soll, noch im Aufbau. In RoboCop 3 kämpft RoboCop auf Seiten der Verteidiger des alten Detroits, welche sich gegen den Bau Delta Citys wehren wollen. Im Pilotfilm der Serie ist zu sehen, dass Delta City mittlerweile komplett fertig errichtet, und von Detroit nur noch wenig übrig ist.
- In der Eröffnungssequenz des Pilotfilms sagt Sergeant Parks zu einem Reporter, dass „Pudface“ Morgan vor fünf Jahren von RoboCop verhaftet, und durch einen selbst verschuldeten Unfall mit Giftmüll im Gesicht entstellt wurde. Dies untermauert Richard Edens Aussage im Making-of, dass die Handlung der Serie etwa fünf Jahre nach dem ersten RoboCop Film angesiedelt ist. Morgan hat zudem eine sehr große, optische Ähnlichkeit mit Emil Antonowsky, welcher zur Gang von Alex Murphys Mörder Clarence Boddicker gehörte, und an der Ermordung Murphys mit beteiligt war. Wie Morgan wird Antonowsky im ersten Film ebenfalls durch Giftmüll entstellt.

## Episodenliste
| 1  | Tödliches Netzwerk     | The Future of Law Enforcement |
| 2  | Unter Verdacht         | Prime Suspect                 |
| 3  | Ärger in Delta City    | Trouble in Delta City         |
| 4  | RoboCop auf Spritztour | Officer Missing               |
| 5  | Der Organschwindel     | What Money Can't Buy          |
| 6  | Alte Freunde           | Ghosts of War                 |
| 7  | Die Wunderdroge        | Zone Five                     |
| 8  | Gehirnwäsche           | Provision 22                  |
| 9  | Geheimwaffe Eve        | Faces of Eve                  |
| 10 | Die kaltblütige Lady   | When Justice Fails            |
| 11 | Das Spinnennetz        | The Human Factor              |
| 12 | Krimihelden            | Inside Crime                  |
| 13 | Der wahre Superheld    | RoboCop Vs Commander Cash     |
| 14 | Der Magier             | Illusions                     |
| 15 | Der Einzelkämpfer      | Tin Man                       |
| 16 | Alle Macht den Frauen  | Sisters In Crime              |
| 17 | Heimliche Liebe        | Heartbreakers                 |
| 18 | Muttertag              | Mother's Day                  |
| 19 | Micro-Roboter          | Nano                          |
| 20 | Die Bruderschaft       | Corporate Raiders             |
| 21 | Wettlaut mit dem Tod   | Midnight Minus One            |
| 22 | Staatsfeinde           | Public Enemies                |

In der Originalfassung wurde der 90-minütige Pilotfilm „The Future of Law Enforcement“ in zwei 45-minütige Episoden aufgeteilt. Somit besteht die Serie in Kanada, Amerika und anderen Ländern aus 23 Episoden, während sie in Deutschland 22 Episoden umfasst. Dies führt dazu, dass z. B. Episode 7 im deutschsprachigen Raum, Episode 8 im englischsprachigen Raum ist.

## Nachfolgewerke
Als Nachfolgewerke sind die 40-teilige Zeichentrickserie RoboCop: Alpha Commando (1998 bis 1999) und die vierteilige Filmreihe RoboCop: Prime Directives mit Page Fletcher als RoboCop aus dem Jahr 2001 zu nennen.

## Medien
Der Pilotfilm der Serie wurde in Deutschland mittlerweile von Sunfilm auf DVD veröffentlicht. Die Serie wurde am 17. April 2009 veröffentlicht.